# Sue Perkins
Pour les articles homonymes, voir Perkins.
Susan "Sue" Perkins, née le 22 septembre 1969 à Croydon dans le Grand Londres, est une actrice, scénariste et productrice anglaise.

## Biographie
En 2002 elle participe à la 2e saison de Celebrity Big Brother.

## Vie privée
En 2002, Sue Perkins révèle être lesbienne à l'émission de son ex-petite amie Rhona Cameron (en) I'm a Celebrity… Get Me Out of Here!.
Elle a également été en couple durant 5 ans avec Emma Kennedy, ainsi que 5 autres années avec l'artiste Kate Williams.
En décembre 2014, elle confirme être en couple avec Anna Richardson (en),,.

## Filmographie

### En tant qu'actrice
- 1995 : Fist of Fun (en) (série télévisée) : la femme avec son ami imaginaire
- 1995 : Lloyds Bank Channel 4 Film Challenge (série télévisée)
- 1996 : French and Saunders (série télévisée)
- 1996 : The Friday Night Armistice (en) (série télévisée) : l'épouse
- 1997 : The Peter Principle (en) (série télévisée)
- 1999 : Gimme Gimme Gimme (en) (série télévisée) : Beverly-Ann
- 2002 : Casualty (série télévisée) : Dr. Lloyd
- 2002 : Spheriks (série télévisée)
- 2003 : Little Robots (série télévisée) : Sparky Twin II (voix)
- 2002-2003 : Dinotopia (série télévisée) : l'oiseau messager (voix)
- 2013 : Heading Out (en) (série télévisée) : Sara
- 2019 : Comment je suis devenue une jeune femme influente (How to Build a Girl) de Coky Giedroyc

### En tant que scénariste
- 1996 : French and Saunders (série télévisée)
- 2000 : Rhona (en) (série télévisée)
- 2003 : Absolutely Fabulous (série télévisée)
- 2007 : Ronni Ancona & Co (en) (série télévisée)
- 2009 : RTS Huw Wheldon Lecture: Wit's End? (téléfilm)
- 2013 : Heading Out (en) (série télévisée) (+ productrice)
- 2015 : Banana (en) (série télévisée)